# Regiunea Ruhr
Regiunea Ruhr (în germană Ruhrgebiet, Ruhrpott, Kohlenpott sau Revier) este o zonă urbană metropolitană din Renania de Nord - Westfalia, Germania, formată dintr-o serie de orașe industriale mari încadrate de râurile Ruhr la sud, Rin la vest și Lippe la nord.

## Geografie
La sud-vest regiunea Ruhr se învecinează cu regiunea geografică Bergisches Land. Zona este locuită de aproximativ 5,3 milioane de oameni și este considerată ca făcând parte din zona metropolitană Rin-Ruhr, cu o populație totală de peste 12 milioane de locuitori.  Regiunea  se întinde pe o suprafață de 4.435 km² pe partea dreaptă a cursului inferior al Rinului.

## Descriere
Regiunea include, de la vest la est, următoarele aglomerări urbane, Duisburg, Oberhausen, Bottrop, Mülheim an der Ruhr, Essen, Gelsenkirchen, Bochum, Herne, Hamm, Hagen și Dortmund ca și părți ale unor districte mai "rurale," precum Wesel, Recklinghausen, Unna și Ennepe-Ruhr. Toate aceste districte au fost transformate într-un mare complex care formează un conglomerat industrial de o dimensiune uriașă, cu peste 5,3 milioane de locuitori, fiind ca populație a cincea aglomerare urbană din Europa după Moscova, Londra Mare, Madridul Mare și Parisul.
În anul 2010 orașul Essen a fost declarat una din cele 3 capitale culturale ale Europei, reprezentând întregul Bazin al Ruhrului, celelalte două capitale culturale din 2010 fiind Istanbul (Turcia) și Pécs (Ungaria).

## Economie
În ultimul timp bazinul Ruhr a pierdut din ponderea industrială, deși azi există încă unele firme mari precum RAG,  Degussa, ThyssenKrupp care au 8,9 % din muncitorii angajați din regiune. Tot aici își au sediul concernele RWE (energie electrică), E.ON (gaz natural), ca și concernele comerciale Aldi, KarstadtQuelle și Tengelmann.